# إيف دانيال داريكاو
إيف دانيال داريكاو (مواليد 2 أغسطس 1953)، هو مبارز لبناني، ينافس في منافسات المبارزة بالسيف وسلاح الشيش. شارك في دورتي الألعاب الأولمبية الصيفية 1972 و1984.

## روابط خارجية
- إيف دانيال داريكاو على موقع أوليمبيديا (الإنجليزية)